# El mito del análisis
El mito del análisis. Tres ensayos de psicología arquetípica (en inglés The Myth of Analysis: Three Essays in Archetypal Psychology) es una obra escrita en 1992 por el psicólogo y analista junguiano estadounidense James Hillman.

## Sinopsis
En El mito del análisis, obra central de la psicología arquetípica, Hillman lleva a cabo una exposición crítica de los conceptos fundamentales del análisis junguiano: transferencia, inconsciente y neurosis. Describe una perspectiva histórico-cultural del lenguaje psicológico y de los procesos terapéuticos, un «análisis del análisis» de la psicología de Jung con implicaciones para la práctica de todo tipo de psicoterapias. Examina los conceptos de «mito», «cuerpo», «eros» y el mitema de la «inferioridad femenina», así como la necesidad de libertad para imaginar y sentir la realidad psíquica.
Analizando estas ideas y el papel que todas ellas han jugado dentro y fuera del mundo terapéutico, Hillman penetrará en los fundamentos que han dominado hasta ahora la psicoterapia con el fin de abatir sus pilares básicos y proponer su sustitución, abriendo de este modo los nuevos interrogantes de la era postanalítica.